# Nuestra Señora de la Liberación

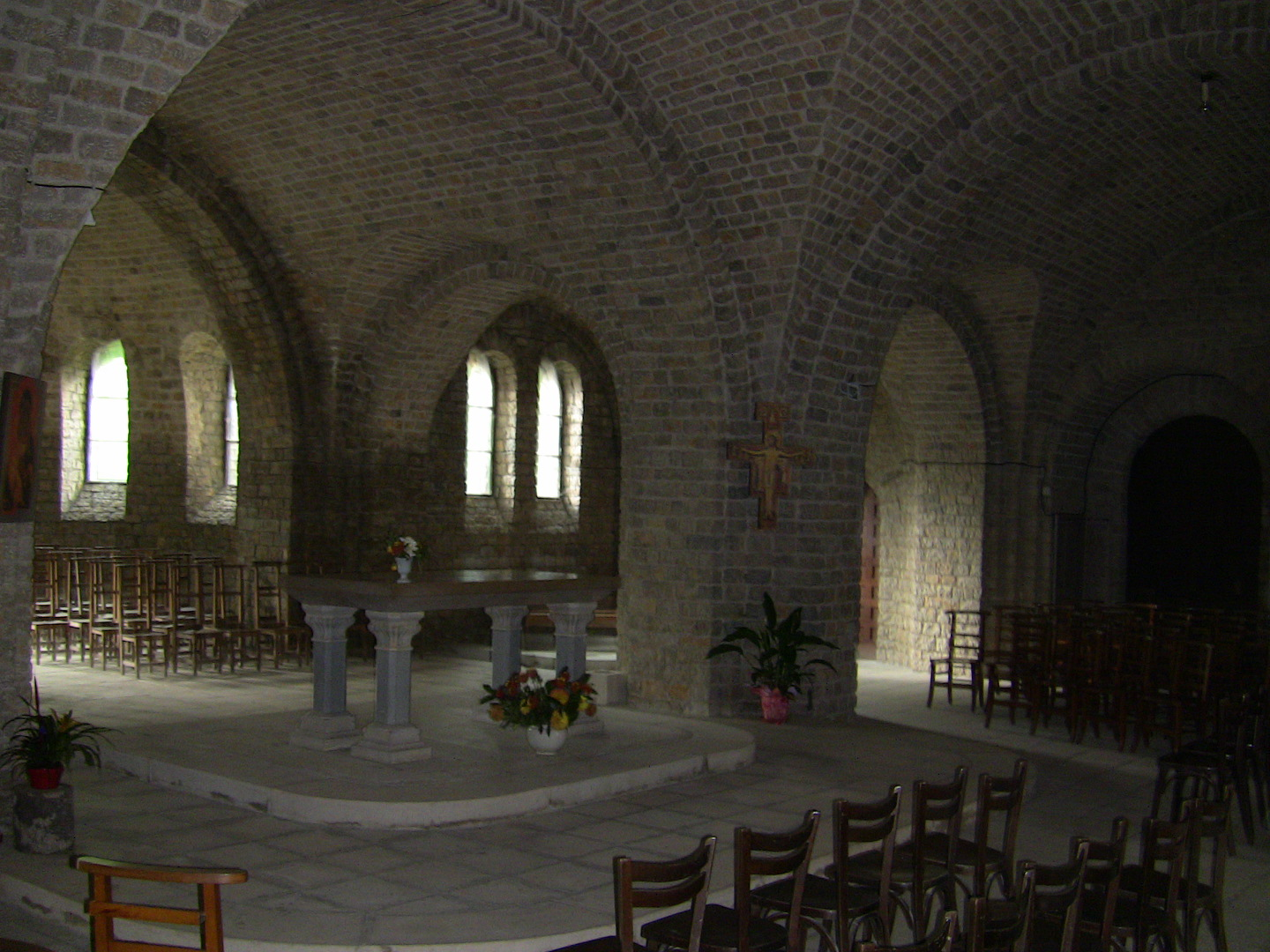
Interior del monumento.

La iglesia de Nuestra Señora de la Liberación es un lugar de culto católico construido a 500 metros de altitud en la ciudad de Besançon (Doubs). Se erigió en el interior de las fosas de un antiguo fuerte que domina, desde ese alto, a la villa de Besanzón. Originalmente, este lugar militar, construido durante el conflicto franco-prusiano de 1870, reforzaba las defensas de la capital pero, como ocurrió con otros edificios similares, quedó obsoleto y fue abandonado.

## Historia
Nuestra Señora de la Liberación era dedicatoria tras la Segunda Guerra Mundial por el obispo Dubourg, "ésta la intención de construir un monumento, si no ha sido Besancon Devastado por los bombardeos. Posteriormente, las placas que cubren las paredes del edificio de rendir homenaje a quién Diocesano Gutman y todos los de Besancon murieron durante la Segunda Guerra Mundial fueron agregados, y una estatua monumental de María de siete metros de altura.
- Datos: Q3344711
- Multimedia: Notre-Dame de la libération / Q3344711